# Хилок (город)
Хило́к — город (с 1951 года) в Забайкальском крае России. Административный центр Хилокского района, образует городское поселение Хилокское.

## Этимология
Название — от гидронима реки Хилок, который, по-видимому, происходит от эвенкского «килгэ» — «точильный камень».

## География
Расположен по обоим берегам реки Хилок в 320 км к юго-западу от краевого центра — города Читы.

## История

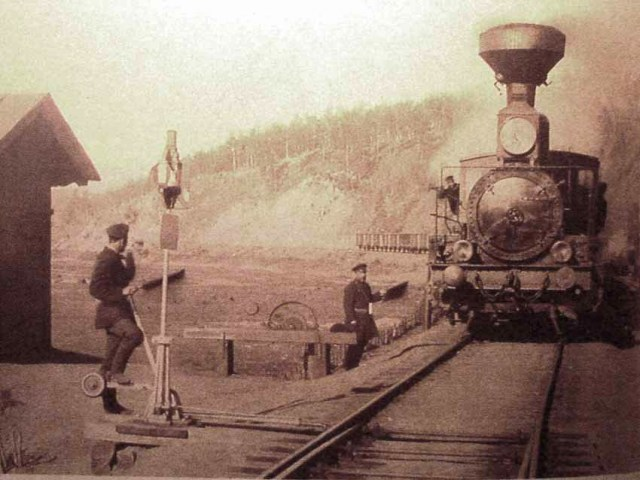
Транссибирская магистраль. Входная стрелка станции Хилок с западной горловины. Фото А. К. Кузнецова. 1900 год

Основан в 1895 году как станция Хилок Забайкальской железной дороги.
В 1906 году построена церковь во имя святителя Николая и мученицы царицы Александры. Деревянная церковь стоимостью 16 тысяч рублей построена на частные пожертвования. Вторая церковь при кладбище была построена на средства фонда императора Александра III. В 1916 году в двух школах посёлка обучалось около 500 детей.
9 января 1929 года село Хилок преобразовано в рабочий поселок.
12 июля 1951 года Указом Президиума Верховного Совета РСФСР № 731 рабочему посёлку Хилок присвоен статус города районного подчинения.

## Климат
- Среднегодовая температура воздуха — −2,4 °C
- Относительная влажность воздуха — 68,4 %
- Средняя скорость ветра — 2,4 м/с

| Среднесуточная температура воздуха Хилка по данным NASA | Среднесуточная температура воздуха Хилка по данным NASA | Среднесуточная температура воздуха Хилка по данным NASA | Среднесуточная температура воздуха Хилка по данным NASA | Среднесуточная температура воздуха Хилка по данным NASA | Среднесуточная температура воздуха Хилка по данным NASA | Среднесуточная температура воздуха Хилка по данным NASA | Среднесуточная температура воздуха Хилка по данным NASA | Среднесуточная температура воздуха Хилка по данным NASA | Среднесуточная температура воздуха Хилка по данным NASA | Среднесуточная температура воздуха Хилка по данным NASA | Среднесуточная температура воздуха Хилка по данным NASA | Среднесуточная температура воздуха Хилка по данным NASA |
| Янв                                                     | Фев                                                     | Мар                                                     | Апр                                                     | Май                                                     | Июн                                                     | Июл                                                     | Авг                                                     | Сен                                                     | Окт                                                     | Ноя                                                     | Дек                                                     | Год                                                     |
| −24,4 °C                                                | −19,9 °C                                                | −10,3 °C                                                | −0,3 °C                                                 | 7,9 °C                                                  | 13,7 °C                                                 | 17,0 °C                                                 | 14,2 °C                                                 | 6,6 °C                                                  | −1,3 °C                                                 | −12,1 °C                                                | −21,5 °C                                                | −2,4 °C                                                 |
| ------------------------------------------------------- | ------------------------------------------------------- | ------------------------------------------------------- | ------------------------------------------------------- | ------------------------------------------------------- | ------------------------------------------------------- | ------------------------------------------------------- | ------------------------------------------------------- | ------------------------------------------------------- | ------------------------------------------------------- | ------------------------------------------------------- | ------------------------------------------------------- | ------------------------------------------------------- |

| Показатель                      | Янв.  | Фев.  | Март  | Апр.  | Май   | Июнь | Июль | Авг. | Сен.  | Окт.  | Нояб. | Дек.  |
| ------------------------------- | ----- | ----- | ----- | ----- | ----- | ---- | ---- | ---- | ----- | ----- | ----- | ----- |
| Абсолютный максимум, °C         | −1    | 6,4   | 18,2  | 27,4  | 33,4  | 38,2 | 38,6 | 36,2 | 30,5  | 26,1  | 12,0  | 3,0   |
| Средний суточный максимум, °C   | −16,7 | −9,2  | −0,8  | 8,4   | 17,1  | 23,4 | 25,2 | 22,4 | 15,6  | 5,9   | −5,9  | −14,6 |
| Средняя температура, °C         | −24,4 | −18,9 | −10,1 | 0,5   | 8,2   | 14,5 | 17,5 | 15,1 | 7,9   | −1,2  | −12,8 | −21,3 |
| Средний суточный минимум, °C    | −32   | −28,6 | −19,3 | −7,3  | −0,7  | 5,5  | 9,8  | 7,8  | 0,2   | −8,3  | −19,7 | −27,9 |
| Абсолютный минимум, °C          | −48,7 | −51   | −38,7 | −38,9 | −13,5 | −7,2 | −2,5 | −5,7 | −13,3 | −32,6 | −40,1 | −44,2 |
| Норма осадков, мм               | 5,2   | 3,7   | 5,1   | 14,8  | 29,3  | 63,7 | 88,2 | 90,2 | 46,8  | 12,7  | 11,3  | 9,2   |
| Источник: Климат и погода Хилок |       |       |       |       |       |      |      |      |       |       |       |       |

## Население
| 1926    | 1931    | 1939    | 1959    | 1970    | 1979    | 1989    | 1992    |
| ------- | ------- | ------- | ------- | ------- | ------- | ------- | ------- |
| 4600    | ↗5400   | ↗14 800 | ↗15 855 | ↘12 818 | ↗14 203 | ↘13 858 | ↘13 700 |
| 1996    | 1998    | 2001    | 2002    | 2003    | 2005    | 2006    | 2007    |
| ↘12 100 | ↘11 900 | ↘11 600 | ↘11 152 | ↗11 200 | ↘10 700 | →10 700 | ↘10 600 |
| 2008    | 2009    | 2010    | 2011    | 2012    | 2013    | 2014    | 2015    |
| ↘10 400 | ↘10 292 | ↗11 539 | ↘11 500 | ↘11 428 | ↘11 311 | ↘11 124 | ↘10 969 |
| 2016    | 2017    | 2018    | 2019    | 2020    | 2021    |         |         |
| ↘10 853 | ↘10 724 | ↘10 607 | ↘10 488 | ↘10 318 | ↘9948   |         |         |

На 1 января 2025 года по численности населения город находился на 920-м месте из 1124 городов Российской Федерации.

## Средства массовой информации
- Районные газеты: «Рабочая трибуна» и «Ваше время»
- Федеральные телеканалы: Первый канал, Россия 1, НТВ, Россия 2 (с 2010 года).

## Достопримечательности
- Гора Амбон (Амбом, Амбомка, Амбонская) — священное место для бурят, когда-то главное обо в верховьях реки Хилок. До 1930-х годов официально проводились бурятские обряды, ныне возрождённые.
- Дома с богатым деревянным узорочьем, построенные в конце XIX — начале XX века.
- Стоянки древних людей (около села Гыршелун, вблизи города).

## Религия
- Храм во имя Святого Равноапостольного великого князя Владимира (освящён в 2005 году).

## Образование и культура
Школы и училища:
- Средняя школа № 10
- Начальная школа № 11
- Средняя школа № 13
- Основная школа № 12
- Профессиональное училище № 3 им. В. Г. Кочнева
- Детская художественная школа
- Детская музыкальная школа

Дворцы культуры
- Дворец культуры железнодорожников им. В. П. Чкалова

Кинотеатр при ДК железнодорожников
Спортивный комплекс «Витязь» с футбольным полем и хоккейной коробкой, тренажерными залами.
Музеи
- Хилокский краеведческий музей.
- Историко-краеведческий музей профессионального училища № 3.
- Музей истории школы № 10.
- Железнодорожный музей узла Хилок (в ДК железнодорожников им. Чкалова)

## Интересные факты
- В Лужском районе Ленинградской области есть деревня с названием «Хилок» — бывшее имение князей Хилковых.
- В Новосибирске существует Хилокский рынок.
- В 1918—1919 годы в селе Хилок проживал Эндре Шик, австро-венгерский военнопленный, будущий министр иностранных дел Венгерской Народной Республики.